# Jorge Pérez Evelyn

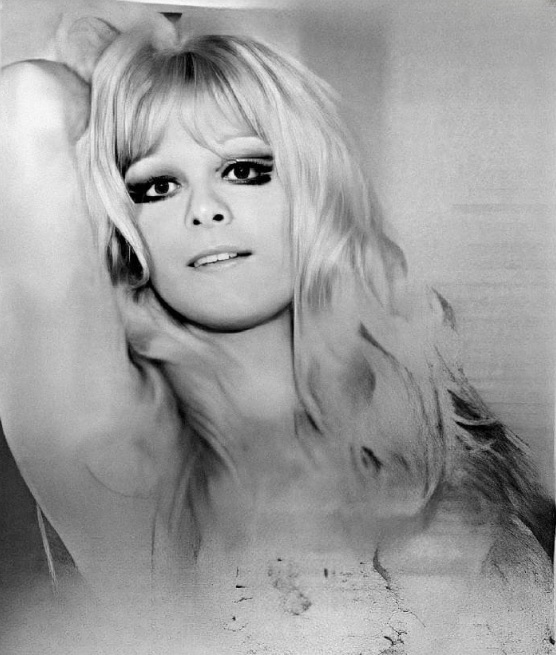
Jorge Pérez Evelyn (1974)

Jorge Pérez Evelyn, eigentlich Jorge María Pérez (geboren im April 1952 in Buenos Aires), ist ein argentinischer Travestiekünstler. Sein Namenszusatz bezieht sich auf die von ihm auf internationalen Showbühnen verkörperte weibliche Kunstfigur der Vedette Evelyn.

## Leben
Jorge Pérez wurde in Buenos Aires geboren und wuchs dort auch auf. Seine Mutter, Hilda Dehil, war Vedette in größeren Theatern der Hauptstadt.
1972 trat er erstmals als Transvestit in der Rolle der Evelyn auf. 1974 wurde er vom argentinischen Journalisten, Theaterkritiker und Showproduzenten Leo Vanés (1929–1997) entdeckt, der ihm das Mitwirken an einer Show in einem Theater der Avenida Corrientes ermöglichte, zu jener Zeit eine emblematische Adresse in der Theaterszene des Landes. Dadurch erreichte er eine größere Bekanntheit und wurde mehrfach in Zeitschriften der Theaterszene porträtiert.
Der Regisseur Gerardo Sofovich wurde auf Pérez aufmerksam und plante mit ihm und dem in Argentinien bekannten Schauspieler Alberto Olmedo eine Adaption der deutschen UFA-Filmkomödie Viktor und Viktoria unter dem Titel Mi novia el travestí (dt.: Meine Braut der Transvestit). Die staatliche Zensurbehörde während der Regierungszeit von María Estela Perón forderte, dass der Begriff „Transvestit“ aus dem Titel gestrichen werden sollte, woraufhin der Titel in Mi novia el... abgeändert wurde. Die für ihn gedachte Rolle übernahm die Schauspielerin Susana Giménez, da die Besetzung einer Transvestitenrolle mit einem „echten“ Transvestiten von der Zensur verboten wurde. Zeitgleich wurde Pérez zum Opfer schwerer polizeilicher Repressalien und erhielt Morddrohungen. Daraufhin ging er ins Exil nach Venezuela, wo er in Caracas unter Vertrag genommen wurde.
Jorge Pérez trat auf dem gesamten amerikanischen Kontinent auf. Mit seinem Showprogramm Evelyn Show unternahm er eine zweijährige Tournee, die ihn unter anderem nach Italien, Frankreich und Spanien führte. Seit den 1990er Jahren lebt er in den USA, zunächst in New York, bevor er sich in Orlando, Florida, niederließ.